# ギルドホール音楽演劇学校の人物一覧
ギルドホール音楽演劇学校の人物一覧は、ギルドホール音楽演劇学校に関係する人物の一覧記事。

## 著名な教職員

### 器楽奏者
- ロナン・オーラ
- 小川典子
- ジェフリー・ギルバート
- シア・キング
- エリック・グリューエンバーグ
- ステファノ・グロンドーナ
- イフラ・ニーマン
- アリソン・バルサム
- フィリップ・ピケット
- エディト・フォーゲル
- ジェフリー・ブライアント
- マリアクララ・モネッティ
- マーティン・ロスコー
- マックス・ロスタル

### 声楽家
- リザ・レーマン

### 作曲家
- ロバート・サクストン
- フィリップ・セイントン
- ヴィレム・タウスキー
- イートン・ファニング
- エベニーザー・プラウト

### 音楽学者
- ノーマン・デル・マー

### その他
- クリストファー・シーマン
- ジョゼフ・バーンビー
- ランドン・ロナルド

## 卒業生

### 器楽演奏家
- 木野雅之
- ジャニス・グレアム
- 佐野健二
- マイク・スミス
- 田中晶子
- ジャクリーヌ・デュ・プレ
- アリソン・バルサム
- フィリップ・ピケット
- ターニャ・ベッカー＝ベンダー
- 吉田恭子

### 声楽家
- アンネ・ゾフィー・フォン・オッター
- スラヴァ
- ブリン・ターフェル
- サヴィナ・ヤナトゥ

### 作曲家
- トーマス・アデス
- ハリー・グレッグソン＝ウィリアムズ
- 田村文生
- ハロルド・トラスコット

### ポピュラー音楽・芸能・文化・スポーツ・その他
- マックス・アイアンズ
- アイリーン・アトキンス
- ナヴィーン・アンドリュース
- 石田淡朗
- リチャード・ウィンザー
- ドミニク・ウェスト
- リス・エヴァンス
- トム・オースティン
- ダニエル・クレイグ
- リリー・ジェームズ
- デヴィッド・シューリス
- ベン・チャップリン
- ビル・ナイ
- ジャン＝マルク・バール
- トーリ・ヒギンソン
- ジョセフ・ファインズ
- フレディ・フォックス
- オーランド・ブルーム
- シャーリー・ヘンダーソン
- ユアン・マクレガー
- マリーナ・サーティス
- アート・マリック
- ドミニク・ミラー
- アルフレッド・モリーナ
- ダミアン・ルイス
- スティーブン・ロバートソン

### その他
- 大山平一郎
- ローレンス・コリングウッド
- ウィリアム・サウスゲート
- ユリ・シーガル
- ハリー・ニューストーン
- エリック・バンクス
- ヴァーノン・ハンドリー
- アントニー・ブラモル
- ジョージ・マーティン